# Karl Kreutzberg
Karl Kreutzberg (* 15. Februar 1912 in Düren; † 13. August 1977 ebenda) war ein deutscher Handballspieler.
Kreutzberg war gelernter Fleischermeister. Er begann bei Germania Düren mit dem Handballsport und wechselte später zum VfB Aachen. Als dritter Torhüter hinter Heinz Körvers und  Heinrich Keimig wurde er 1936 mit der deutschen Handballnationalmannschaft bei den Olympischen Sommerspielen in Berlin Olympiasieger. Kreutzberg wird heute noch als bester Torhüter im Handballsport bezeichnet. Insgesamt bestritt er im Lauf seiner Karriere drei Länderspiele. 
Kreutzberg lebte in Düren. 1953 war er in seinem Wohnort Karnevalsprinz.